# Michael Sarin

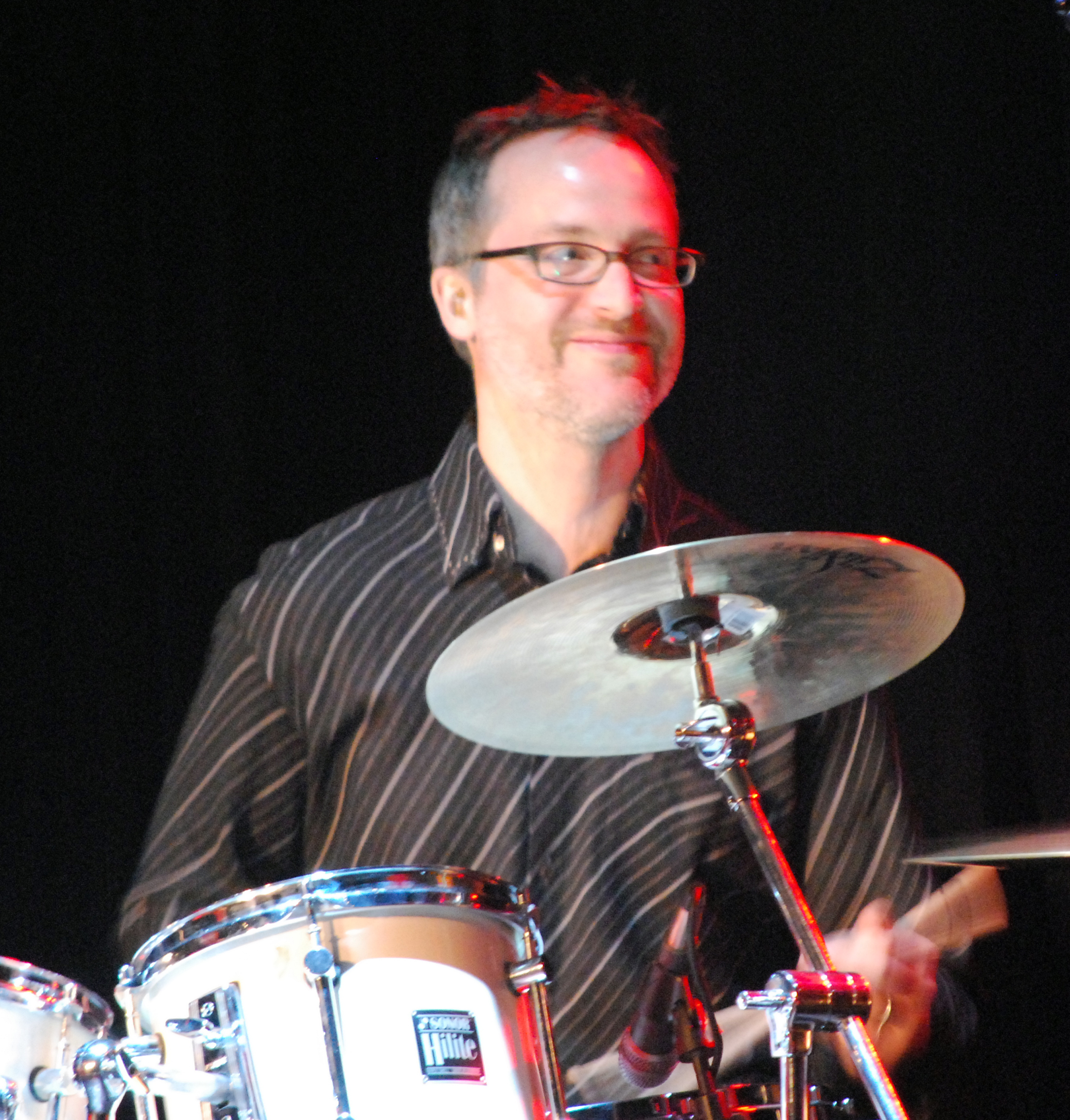
Michael Sarin bei einem Konzert mit David Krakauer 2009

Michael Sarin (* 20. September 1965 in Stockton, Kalifornien) ist ein US-amerikanischer Jazzschlagzeuger.
Sarin, der mit seinem Freund Andrew Drury in seiner Heimatstadt bei Dave Coleman Sr. privaten Schlagzeugunterricht erhielt, wurde bekannt als Schlagzeuger des Trios von Thomas Chapin. Er kam 1991 mit der Gruppe nach New York, um das Album Anima aufzunehmen und wirkte bis zu seinem Ausscheiden 1998 an allen Aufnahmen des Trios mit. Daneben arbeitete er regelmäßig mit den Bassisten Mark Dresser und Drew Gress, der Pianistin Myra Melford, dem Violinisten Mark Feldman und dem Gitarristen Brad Shepik zusammen. Mit Dave Douglas trat er 1999 auf den Donaueschinger Musiktagen auf. Er war auch Mitglied der Gruppen von Michael Blake, John Zorn, Leslie Pintchik oder Mario Pavone. Sarins Diskografie als Sideman umfasst mehr als achtzig Alben.

## Diskografische Hinweise
- Thomas Chapin Trio: Anima, 1992
- Thomas Chapin Trio: Menagerie Dreams, 1994
- Thomas Chapin Trio: Haywire, 1996
- Thomas Chapin Trio: Sky Piece, 1997
- Ben Goldberg / John Schott / Michael Sarin: What Comes Before, 1998
- Mario Pavone & Michael Musillami: Motion Poetry, 2000
- Simon Nabatov, Max Johnson, Michael Sarin: Free Reservoir 2017
- Michael Sarian/Matthew Putman: A Lifeboat (Part I) (577 Records, 2021)